# Stockholms stadskollegium

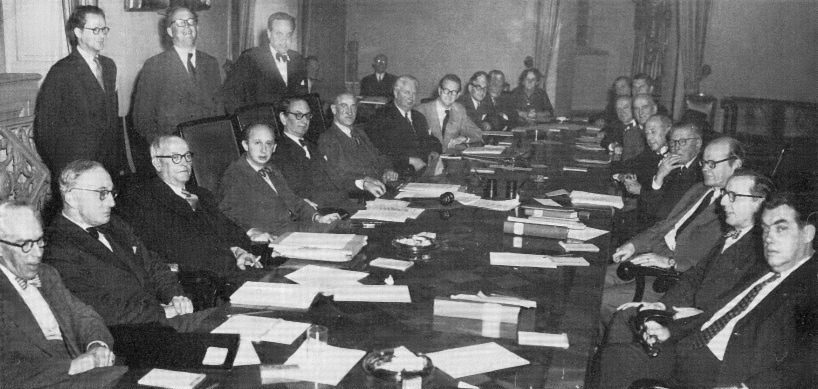
Stockholms stadskollegium 1953 i Stora Kollegiesalen i Stockholms stadshus, med ordförande Yngve Larsson flankerad av Hjalmar Mehr och Erik Johansson.

Stockholms stadskollegium var 1920–1971 Stockholms stads motsvarighet till dess nuvarande kommunstyrelse. 

## Historik
Stockholms stadskollegium infördes i Stockholms stad genom författningsreformen 1920, och bestod initialt av stadsfullmäktiges ordförande och 2:a vice ordförande, de (då) sex borgarråden, samt nio av stadsfullmäktige årligen valda ledamöter.
Den landsomfattande kommunreformen 1971 ersatte stadskollegiet med en kommunstyrelse.

### Ordförande
Fram till Stockholms författningsrevision 1940 var ordföranden för Stockholms stadsfullmäktige även ordförande för stadskollegiet.
- Allan Cederborg (liberal), 1920–1927[3]
- Knut Tengdahl (s), 1927–1935
- Johan-Olov Johansson (s), 1935–1938[4]
- Fredrik Ström (s), 1938–1940[5]
- Bertil Eriksson (s), 1940–1946
- Oskar Samuelsson (socialist), 1946
- Erik Johansson (s), 1947–1950
- Yngve Larsson (fp), 1950–1954
- John Bergvall (fp), 1954–1956
- Harald Mårtens (fp), 1956–1958
- Albert Aronsson (s), 1958–1966
- Bengt Lind (m), 1966–1970
- Björn Björnström (s), 1970–1971?